# ICOCA
ICOCA (イコカ Ikoka?) es una tarjeta inteligente recargable sin contacto que se utiliza en la red ferroviaria de la compañía japonesa JR West. Se lanzó el 1 de noviembre de 2003 para su uso en la denominada Red Urbana, que abarca las ciudades de Osaka, Kioto y Kobe (Keihanshin). En la actualidad se puede usar en muchas otras redes de transporte de todo el país y también permite realizar pagos en comercios. La zona operativa de ICOCA se ha ido ampliando con el tiempo y, en 2024, llega a la región de San'yō (zonas urbanas de Okayama e Hiroshima), así como a algunas líneas del norte de Shikoku y de las regiones de San'in y Hokuriku.

Logotipo de ICOCA.

ICOCA son las siglas de Integrated Circuit Operating CArd («tarjeta operativa de circuito integrado») y además es un juego de palabras con la frase «Iko ka» (行こか?), que en dialecto de Kansai es una invitación coloquial que significa «¿Vamos?».
La mascota de ICOCA es un ornitorrinco azul llamado Ico el Ornitorrinco (カモノハシのイコちゃん Kamonohashi no Iko-chan?). La tarjeta ICOCA infantil cuenta con dos ornitorrincos de color amarillo llamados Icota (イコ太 Ikota?) e Icomi (イコ美 Ikomi?).

## Funciones y servicios

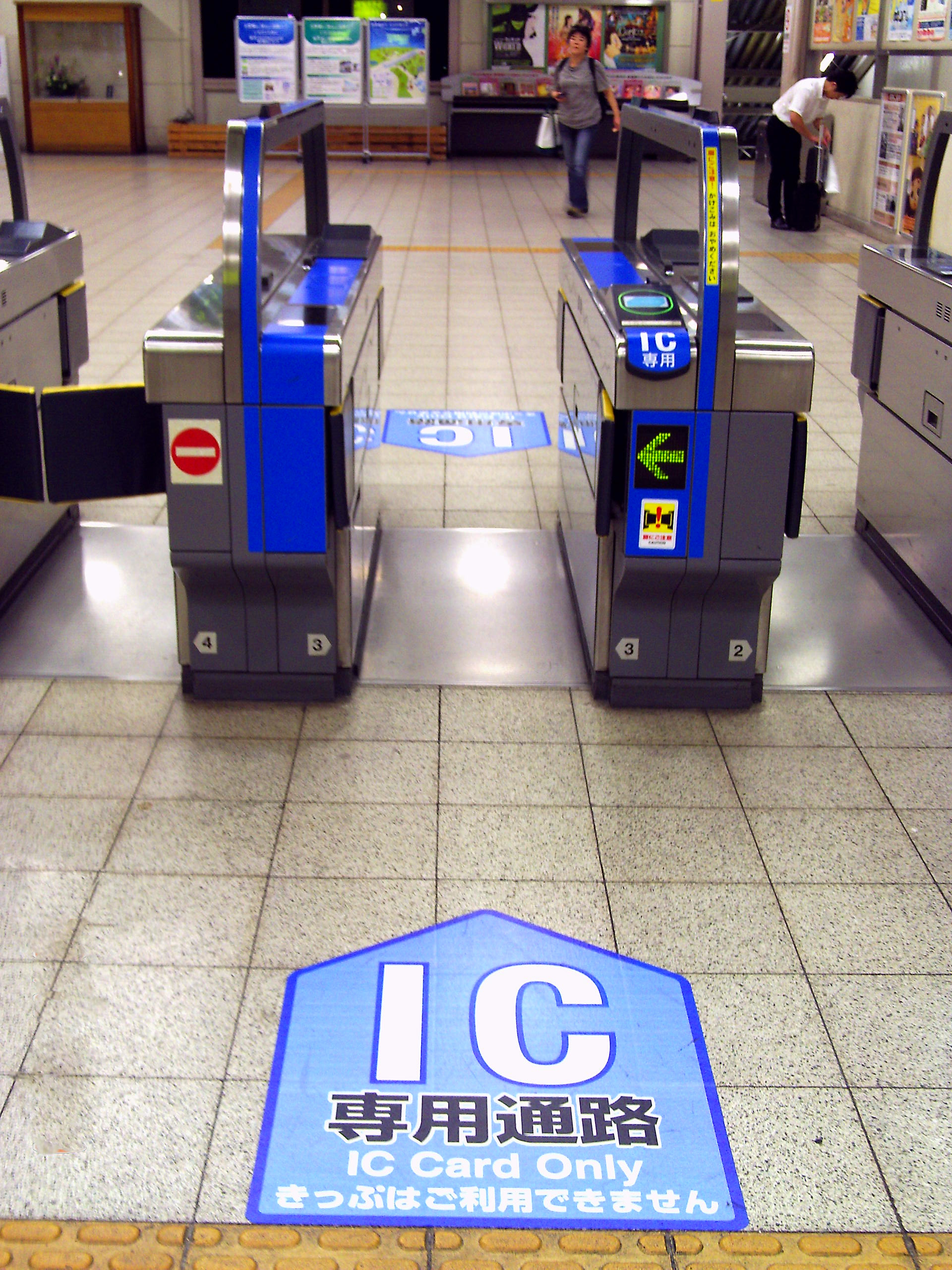
Un torno para tarjetas ICOCA.

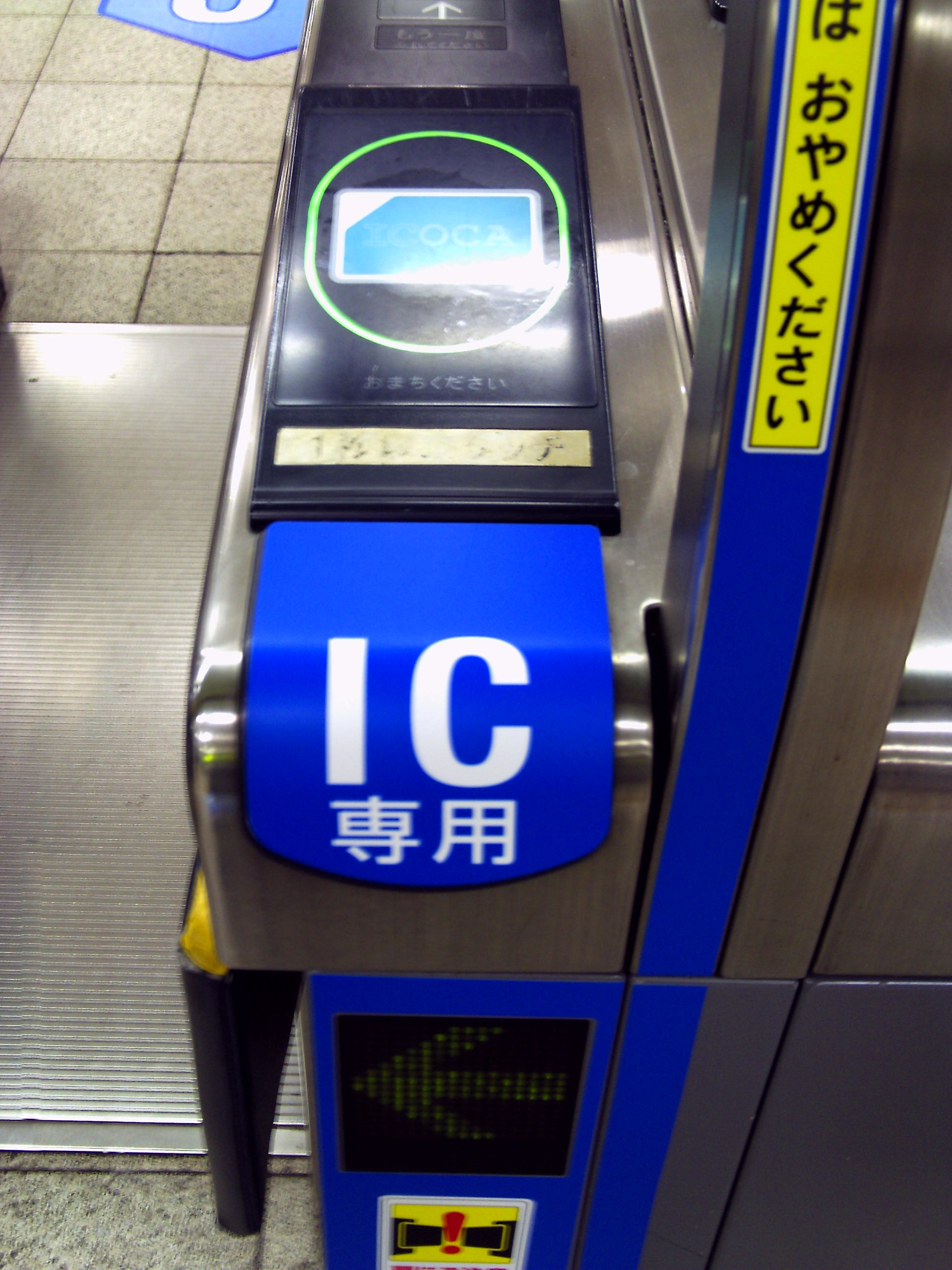
Detalle del lector.

Para utilizar la tarjeta hay que pasarla por un lector. La tecnología que incorpora hace posible su lectura a cierta distancia de este, por lo que no es necesario que haya contacto. Muchas personas llevan la tarjeta dentro de la cartera y se limitan a pasar ésta por el lector al entrar por los tornos. No obstante, las instrucciones oficiales recomiendan a los usuarios que la tarjeta toque el lector para asegurarse de que se encuentra dentro del radio de alcance del dispositivo (unos 10 cm).
El saldo disponible en la tarjeta se muestra al pasar por los tornos o al insertarla en una máquina expendedora de billetes. Además, en la tarjeta se almacena un registro del viaje que se puede consultar o imprimir en las máquinas de ajuste de tarifas o en las expendedoras. Se debe volver a pasar la tarjeta por los tornos de la estación de salida, momento en el que se deducirá automáticamente del saldo el importe del trayecto.
En ocasiones, si se viaja a una estación que no acepta la tarjeta ICOCA, hay que entregarla al personal de la estación para que calculen la tarifa que hay que aplicar y faciliten al viajero un resguardo que deberá entregar al personal de la siguiente estación que sí admita la ICOCA.
La ICOCA funciona como título de transporte (乗車券 jōshaken?) y también se le pueden cargar abonos de transporte (定期券 teikiken?) para períodos de 1, 3 y 6 meses.

### Variantes
- Standard ICOCA (tarjeta anónima)
  - ICOCA teikiken (ICOCA定期券?) — con abono de transporte
  - Kodomo ICOCA (こどもICOCA?) — ICOCA infantil (tarifa reducida)
  - Kodomo ICOCA teikiken (こどもICOCA定期券?) — ICOCA infantil con abono de transporte
- Smart ICOCA (tarjeta personal asociada a una tarjeta de crédito)
  - Smart ICOCA teikiken (Smart ICOCA定期券?) — con abono de transporte

Las compañías JR Shikoku, IR Ishikawa Railway, Ainokaze Toyama Railway y Hapi-Line Fukui comercializan tarjetas que, desde el punto de vista funcional, equivalen a la ICOCA convencional, si bien el diseño del anverso es diferente.
La operadora Kintetsu Railway emitía la variante KIPS ICOCA hasta el 31 de enero de 2023.

## Interoperabilidad

Esquema de interoperabilidad

La ICOCA forma parte desde marzo de 2013 del Servicio Nacional de Uso Mutuo de Japón, en virtud del cual se puede emplear en las principales ciudades del país. Antes de que se implantara este sistema de interoperabilidad entre las 10 tarjetas IC, ya se habían firmado una serie de convenios bilaterales con otras empresas y operadores:
- El 1 de agosto de 2004, la ICOCA entró en servicio en la zona de Tokio-Kantō, gracias a un acuerdo de reciprocidad alcanzado con JR East. A su vez, la Suica de JR East se empezó a aceptar en los servicios ferroviarios de JR West.
- El 21 de enero de 2006, la ICOCA comenzó a aceptarse en todos los lugares en los que se aceptaban las tarjetas inteligentes PiTaPa de Osaka.
- El 1 de septiembre de 2007, las regiones de Hiroshima y Okayama empezaron a aceptar la ICOCA, en virtud de un acuerdo con los operadores de transporte de la zona.
- El 29 de marzo de 2008, gracias a un convenio de reciprocidad con JR Central, la ICOCA comenzó a estar operativa en el área metropolitana de Nagoya. Del mismo modo, los servicios ferroviarios de JR West comenzaron a admitir la tarjeta TOICA de JR Central.
- El 5 de marzo de 2011, la zona de Fukuoka-Saga empezó a admitir la ICOCA en virtud de un acuerdo recíproco suscrito con JR Kyushu. Por su parte, la tarjeta SUGOCA de JR Kyushu comenzó a funcionar en los servicios ferroviarios de JR West.
- El 1 de junio de 2011, las líneas Keihan se adhirieron a la red ICOCA.
- El 17 de marzo de 2012, entraron en la red ICOCA algunas estaciones de JR Shikoku, principalmente de la zona de Takamatsu.
- El 1 de diciembre de 2012, la ICOCA comenzó a funcionar en las líneas Kintetsu.

## Venta

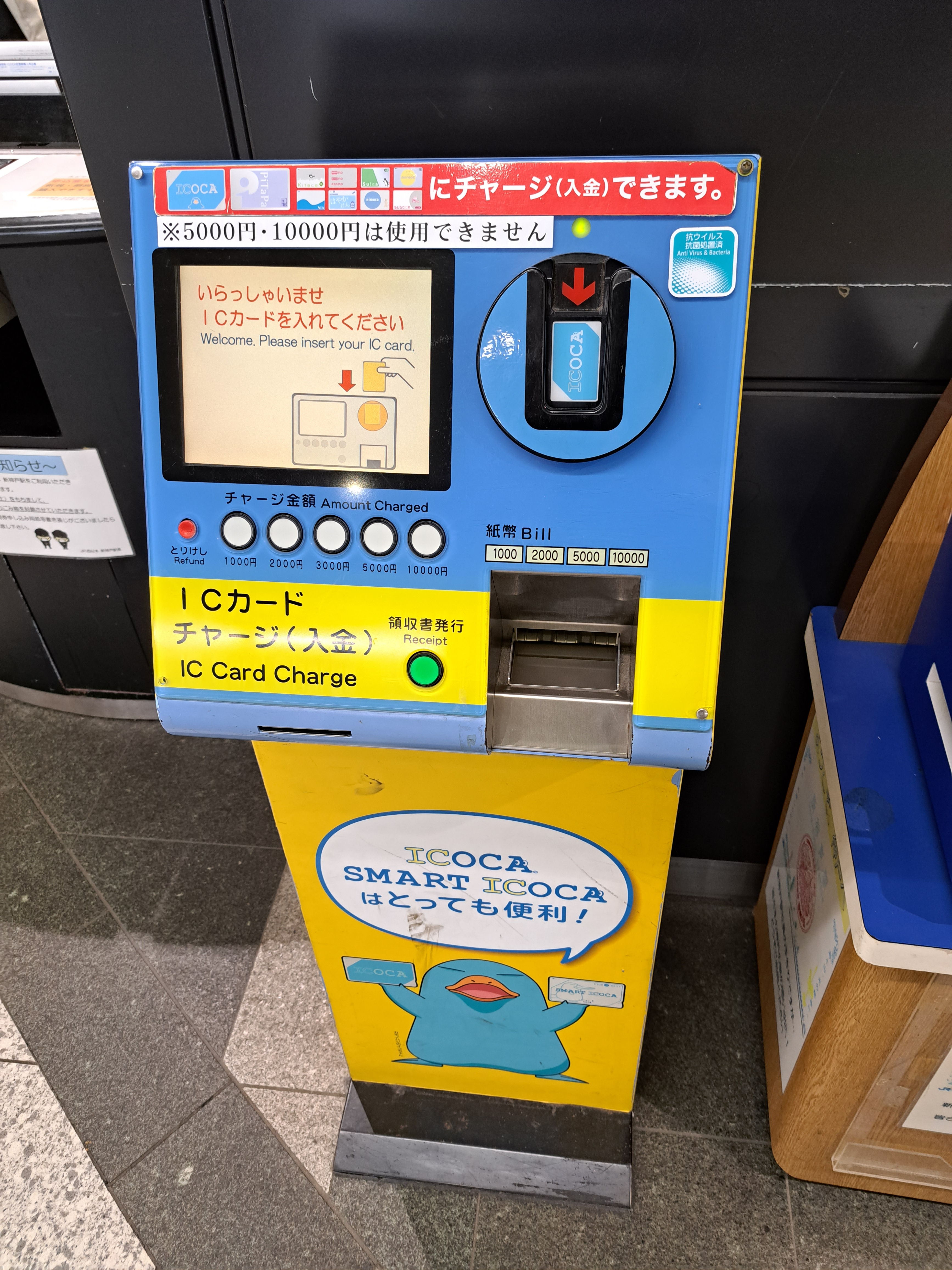
Máquina de recarga.

Estas tarjetas se pueden adquirir en las máquinas expendedoras de tarjetas de las estaciones de tren. Su precio es de 2.000 yenes, que incluye una fianza de 500 yenes que se reembolsará si se devuelve la tarjeta. Los 1.500 yenes restantes se pueden utilizar de inmediato en el transporte, y existe la posibilidad de cargarle más dinero (en incrementos de 1.000, 2.000, 3.000, 5.000 y 10.000 yenes, hasta un máximo de 20.000 yenes) en las máquinas expendedoras de billetes o en las máquinas de ajuste de tarifas que hay en el interior de todas las estaciones.
Las tarjetas sólo se pueden devolver en las estaciones de la compañía JR West, por lo que los viajeros que inicien su viaje en el área de servicio de JR West y lo terminen en otro lugar no podrán devolverla antes de la salida. Las ICOCA de Shikoku se venden en varias estaciones de la isla y únicamente se pueden devolver en ellas, y se caracterizan por tener un diseño especial.

## Tecnología
La tarjeta incorpora una tecnología de comunicación de campo cercano (NFC) sin contacto desarrollada por Sony y que se denomina FeliCa. Se trata de la misma tecnología que se emplea en las tarjetas electrónicas Edy de Japón, Octopus de Hong Kong y EZ-Link de Singapur.

## Dispositivos móviles
En marzo de 2023 se lanzó una versión para teléfonos móviles conocida como Mobile ICOCA (モバイルICOCA Mobairu Ikoka?), que utiliza la funcionalidad de Mobile FeliCa y el sistema de pago Osaifu-Keitai.